# Johannes de Sarto
Johannes de Sarto (* vor 1430; † nach 1440) war ein franko-flämischer Komponist, Sänger und Priester der frühen Renaissance.

## Leben und Wirken
Geburtsdatum und Geburtsort von Johannes de Sarto konnten von der musikhistorischen Forschung noch nicht ermittelt werden, ebenso wenig das Datum seines Todes und der Sterbeort. Er gehört zu den vielen Personen des Mittelalters, von denen nur die überlieferten meist handschriftlichen Werke Zeugnis geben, die im günstigen Falle eine zeitliche Zuordnung tragen oder auf indirekte Weise erlauben. Von Johannes de Sarto wird mit einiger Wahrscheinlichkeit angenommen, dass er aus dem Raum Lüttich stammt. Seine kompositorisch aktiven Jahre lagen zwischen 1430 und 1440. Die Identität seiner Person wurde in früheren Jahren teilweise mit der Person von Johannes Brassart in Zusammenhang gebracht, mit dem er auch verwechselt wurde. Aus den archivarischen Unterlagen sind manche ähnlichen Namen bekannt geworden, die sich auf de Sarto beziehen könnten, so von Jean de Sarto, 1401 bis 1430 Kanoniker an der Kollegiatkirche Saint Jean l’Évangéliste in Lüttich, und Johannes Doussart, der sich im Jahr 1457 um ein Kaplansamt in der Nähe von Lüttich beworben hat. Weniger wahrscheinlich ist er der Jean du Sart (oder Dussart), der von 1455 bis Ende der 1460er Jahre Sänger und Chorleiter in Cambrai gewesen ist; letzterer wird in der Motette „Omnium bonorum plena“ von Loyset Compère erwähnt.
Als König Albrecht II. von Habsburg im Jahr 1439 verstarb, wurde zu diesem Anlass die Trauermotette „Romanorum rex inclite“ aufgeführt; in dieser erscheinen de Sarto und Brassart zusammen mit anderen Sängern aus dem Dienst des Königs. Diese Motette ohne Vermerk des Komponisten wurde auf Grund ihres Stils zunächst Brassart zugeschrieben, bis in neuerer Zeit (B. J. Blackburn, E. E. Lowinsky und Cl. A. Miller: A Correspondence of Renaissance Musicians, Oxford 1991) ein Dokument vom Anfang des 16. Jahrhunderts beschrieben wurde, in dem G. Del Lago diese Motette dem presbyter Johannes de Sarto zugewiesen hat.

## Bedeutung
Sechs geistliche Werke werden de Sarto in Handschriften aus der Zeit etwa zwischen 1430 und 1450 direkt zugeschrieben; manchmal tragen diese den zusätzlichen Vermerk „presbyter“. Bei zwei von ihnen ist im Verzeichnis der Name „Brassart“ durchgestrichen und durch „de Sarto“ ersetzt worden. Die vier überlieferten Motetten de Sartos sind in einem eleganten und manchmal hoch expressiven Stil geschrieben, mit wohldosierten Dissonanzen und gelegentlichem Gebrauch von Imitation. Die Motetten „Verbum Patris“ und „Romanorum rex inclite“ zeichnen sich durch anspruchsvolle Tenor-Kanons aus, und gerade die letztgenannte Motette ragt mit ihrem komplexen, doppelt-isorhythmischen Gerüst über seine übrigen Kompositionen und viele Stücke seiner Zeitgenossen hinaus. Die Johannes de Sarto zugeschriebenen Introiten sind liedähnlich beschwingt, wie sie für den Stil um 1430 charakteristisch war, und zeigen unvollständige Konsonanzen, gelegentliche Imitation und den Gebrauch des Fauxbourdon.
Auf Grund seiner Lebenszeit und seines musikalischen Stils gehört Johannes de Sarto zur ersten Generation der franko-flämischen Musik.

## Werke
- Introiten
  - „Gaudeamus omnes“ zu drei Stimmen (eventuell von Brassart)
  - „Repleatur os meum“ (feria VI quatuor temporum infra octavam pentecostes / Freitag nach Pfingsten) zu drei Stimmen
  - „Spiritus Domini replevit“ (dominica pentecostes / Pfingstsonntag) zu drei Stimmen (eventuell von Brassart)
- Motetten
  - „Ave mater, o Maria“ zu drei Stimmen
  - „O quam mirabilis“ zu drei Stimmen
  - „Romanorum rex inclite“ zu vier Stimmen, isorhythmisch, zum Tod König Albrechts II. 1439
  - „Verbum Patris hodie“ zu drei Stimmen (Weihnachten)